# Knema mandaharan
Knema mandaharan är en tvåhjärtbladig växtart som först beskrevs av Friedrich Anton Wilhelm Miquel, och fick sitt nu gällande namn av Otto Warburg. Knema mandaharan ingår i släktet Knema och familjen Myristicaceae. Inga underarter finns listade i Catalogue of Life.